# HD 2942
HD 2942 är en trippelstjärna belägen i den södra delen av stjärnbilden Andromeda. Den har en skenbar magnitud av ca 6,33 och är mycket svagt synlig för blotta ögat där ljusföroreningar ej förekommer. Baserat på parallax enligt Gaia Data Release 2 på ca 5,9 mas, beräknas den befinna sig på ett avstånd på ca 556 ljusår (ca 170 parsek) från solen. Den rör sig närmare solen med en heliocentrisk radialhastighet på ca -10 km/s.

## Egenskaper
Primärstjärnan HD 2942 A är en orange till röd jättestjärna av spektralklass K0 III. Den har en massa som är ca 3 solmassor, en radie som är ca 10 solradier och har ca 90 gånger solens utstrålning av energi från dess fotosfär vid en genomsnittlig effektiv temperatur av ca 5 200 K.
Följeslagaren är mycket svagare, med en skenbar magnitud på 11,26, och separerad med 8,6 bågsekunder från primärstjärnan. Den är en dubbelsidig spektroskopisk dubbelstjärna, där två mycket lika huvudseriestjärnor av spektralklass G6 V och G8 V kretsar kring deras gemensamma masscentrum med en omloppsperiod av 7,489 dygn. Paret fullbordar en bana runt primärstjärnan på 24 762 år.
Kataloger som Washington Double Star Catalog, listar vanligtvis en fjärde komponent som följeslagare, men denna stjärna ligger dock mycket längre bort än de andra två.